# 雷宾卡农村居民点
雷宾卡农村居民点（俄语：Рыбинское сельское поселение）是俄罗斯联邦伏尔加格勒州奥利霍夫卡区所属的一个农村居民点。其下辖有1个居民点，行政中心为雷宾卡。据2016年统计，该农村居民点的人口为706人。